# Raymond Boni

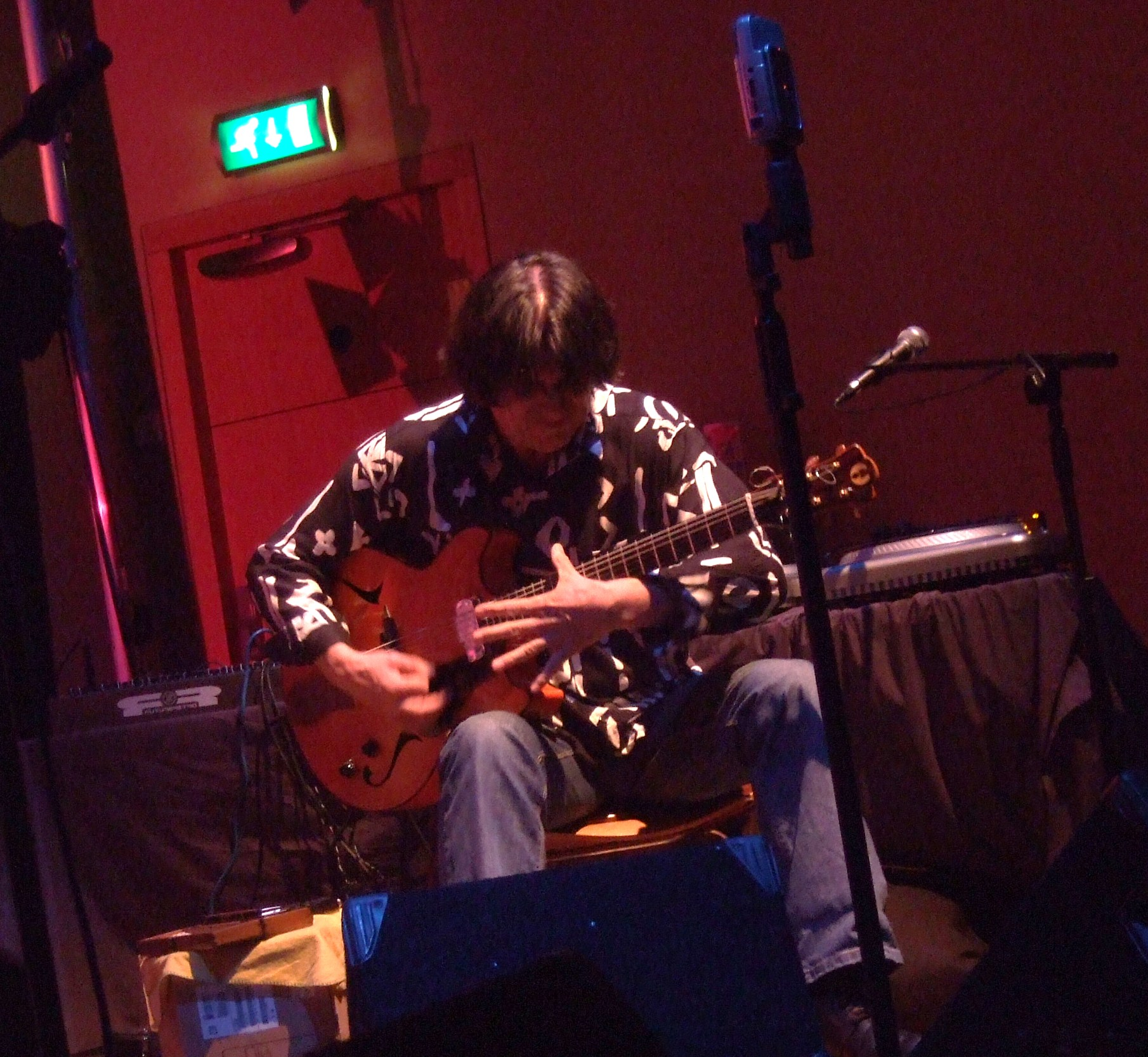
Raymond Boni

Raymond Boni (Toulon, 15 maart 1947) is een Franse jazzgitarist en componist.

## Biografie
Boni begon als rock ’n’ roll-amateurpianist, dankzij de muziek van Charles Mingus kwam hij uiteindelijk met de jazz in aanraking. Op zijn vijftiende stapte hij over op de gitaar en ging gipsy-swing van Django Reinhardt en flamenco spelen, wat de ontwikkeling van zijn stijl beïnvloedde.
Op zijn negentiende ging hij naar Londen, waar hij o.m. in clubs optrad. Terug in Frankrijk studeerde hij piano aan het conservatorium en volgde hij cursussen in Solfège.
Met percussionist Bertrand Gauthier richtte hij in 1969 de groep Association Vivante op. In 1973 werkte hij in het orkest van Gérard Marais, tevens speelde hij in diens Big band de guitares. In 1976 werkte hij met Hervé Bourde en Claude Bernard, tevens was hij lid van een trio met André Jaume en Gérard Siracusa; In 1978 begon hij een jarenlange samenwerking met Joe McPhee. Begin jaren 80 was hij lid van diens groep Po Music en speelde hij mee op diens albums voor hat Art, zoals Oleo & a Future Retrospective (1982) en Linear B (1990).
In 1981 verhuisde Boni naar Marseille, waar hij zich meer ging concentreren op het componeren. Hij werkte samen met danseres en choreografe Geneviève Sorin en schreef muziek voor haar ensemble. Boni werkte ook samen met Jaume en Siracusa. In 1984/85 werkte hij met Joe McPhee in New York. In een trio met McPhee en André Jaume speelde hij in 1991 mee op een plaat gewijd aan Jimmy Giuffre. Hij werkte verder in de groep Les Mistrals (met de Britse improvisatiemusici Terry Day en Max Eastley) en was in de jaren 90 actief met Claude Tchamitchian en Éric Echampard. Boni werkte ook buiten de jazz, o.m. met zijn zoon Bastien Boni.
Boni werkt in een duo met contrabassist Claude Tchamitchian en in een kwartet met Joe McPhee en Daunik Lazro. In 1999 nam hij met drummer Éric Échampard een hommage aan Cecil Taylor op. In 2001 nam hij met McPhee het album Voices & Dreams op, tevens toerden de twee in Amerika en Europa.

## Discografie (selectie)
Albums onder eigen naam
- L'Oiseau, l'Arbre, le Biton (Future, 1971)
- La Gout Du Jour (CELP, 1991)
- Two Angels for Cecil (Èmouvance, 1999)
- Voices & Dreams (Èmouvance, 2001)

Albums als co-leider of 'sideman'
- André Jaume/Raymond Boni: Pour Django (CELP, 85)
- Andre Jaume/Joe McPhee/Raymond Boni: Songs and Dances (CELP, 1987)
- Gerard Marais: Big Band de Gitarres (Thedonious, 1984)
- Joe McPhee: Old Eyes & Mysteries (hat Art, 1979)
- Joe McPhee: Topology-(hat Art, 1981)
- Joe McPhee: Linear B (hat Art, 1990)
- Joe McPhee/André Jaume/Raymond Boni: Impressions of Jimmy Giuffre (CELP, 1991)
- Raymond Boni / Jean-Marc Foussat / Joe McPhee: The Paris Concert (KYE Records, 2016)